# Henry Pope
Henry Pope is een personage uit de serie Prison Break, gespeeld door Stacy Keach. Hij was gedurende achttien jaar de directeur van Fox River State Penitentiary, de gevangenis waar Prison Break zich afspeelt. In seizoen 2 wordt hij opgevolgd door Ed Pavelka, nadat hij ontslag heeft genomen.